# スティーブ・ペリマン
スティーヴン・ジョン・"スティーヴ"・ペリマン MBE（Stephen John "Steve" Perryman MBE, 1951年12月21日 - ）は、イングランド・イーリング出身の元同国代表サッカー選手、サッカー指導者。現役時代のポジションは当初守備的MFで、後に右サイドバックに転向した。
選手時代は17年間に亘ってトッテナム・ホットスパーFCに在籍。うち11年間で主将を務め、リーグ戦655試合出場（カップ戦などを含めると854試合）のクラブ最多記録を保持している。指導者として来日し、1999年代後半には清水エスパルスの黄金期を築いた。

## クラブ歴

### トッテナム
イングランド学生選抜としてプレーしていた1967年にトッテナム・ホットスパーFCと練習生として契約する。当時のビル・ニコルソン監督から勧誘された際に受け取った手紙は自宅に飾っている。1969年9月27日のサンダーランドAFCでトップチームデビューとなった。1972年のUEFAカップ準決勝では、ホワイト・ハート・レーンにACミランを迎えた第1戦で2得点を記録。2試合合計で3-2とし決勝に駒を進めるとウルヴァーハンプトン・ワンダラーズFCを破り、クラブの同大会初制覇に貢献すると共に自身初タイトルを獲得した。
1975年にはキャプテンに任命される。1976-77シーズンの結果クラブはセカンド・ディヴィジョンへ降格となるが、1年でのファースト・ディヴィジョン復帰に貢献した。ユース時代からのチームメイトであるグレン・ホドルや新加入のオズワルド・アルディレス、リカルド・ビジャらと共にクラブを再興。FAカップで1981年から連覇を達成し、1982年にはFWA年間最優秀選手賞に選出される。1984年にはUEFAカップで2度目のトロフィーを掲げた。

### スパーズ退団後
1986年にオックスフォード・ユナイテッドFCへ移籍。翌年にブレントフォードFCへ加入すると選手兼任監督を務め、1990年に現役を引退した。

## 代表歴
U-23イングランド代表として17試合に出場した。フル代表としては1982年6月2日のアイスランド戦が唯一の出場となる。この試合は当初B代表として予定されていたがA代表扱いに変更されたため、ペリマンはキャップを刻むこととなった。

## 指導歴

### キャリア初期
1990-91シーズンのセカンド・ディヴィジョンで下位に喘ぐワトフォードFCの監督に就任し、2部残留へ導く。
1994年に元同僚のオズワルド・アルディレス監督の下で、アシスタントコーチとしてトッテナム・ホットスパーFCへ復帰。同年11月にアルディレスが監督を解任されると、暫定監督を務めた。1995年にはノルウェーのIKスタルトで指揮を執った。

### 清水エスパルス
1998年シーズン途中から清水エスパルスの監督に就任。ヘッドコーチとして支えたオズワルド・アルディレス前監督の戦術を引き継ぎながら、選手には徹底したフェアプレーを要求した。この精神は相当なものであり、特に相手の反則を誘うための常套手段である「転倒した時に大げさに痛がる」ことを大変嫌っており、「フェアな試合をして勝つ能力がないことを露呈しているだけだ」という言葉を残している。また、オフサイドトラップを一切使わないのも特徴である。
自分の信念を曲げない人物であり、時としてそれにこだわりすぎるところもある。選手の起用法が好例で、完全にレギュラーを固定し、選手交替ですらも画一的であった。
ペリマン時代は現在に至るまで清水の黄金期であり、1999年シーズンには2ndステージを制している。サントリーチャンピオンシップで同年1stステージ優勝のジュビロ磐田に敗れ年間優勝は逃したが、年間の獲得勝点の合計では2位を大きく突き放しての1位だった。年間獲得勝点1位は清水の65、2位は柏の58、3位は名古屋の54。年間優勝となった磐田は49で年間獲得勝点では6番目であった。この経緯もあり、当時絶頂期に入りつつあった同じ静岡県のクラブであるジュビロ磐田をライバル視する発言も多かった。ペリマンは当時のJリーグの年間優勝の決定方法も含め、試合日程や判定等でも磐田が他クラブよりも贔屓されていると考えていたようであり、「JリーグのJは“ジュビロのJ”だ」と発言したこともある。アジアカップウィナーズカップ1999-2000ではクラブ初優勝へ導いた。
2000年シーズンの1stステージでは3位に入ったものの、2ndステージは下位に低迷し年間8位に沈んだ。天皇杯を前に同年で清水の監督を辞し離日（事実上の解任）。

### 柏レイソル
しかし2001年シーズン途中に柏レイソルのヘッドコーチに招聘され再来日。同年1stステージ終了後に柏は西野朗が解任されたことにより監督に昇格する。しかしその後も勝ちきれないゲームが続き、1stステージよりも順位を上げる事ができず7位に終わる。翌2002年シーズンの1stステージでは、元ブラジル代表のセザール・サンパイオとエジウソンを獲得しながらも、怪我人の続出や退団する選手が多く、チームをまとめられなかった。古巣・清水戦では、柏にとってワースト記録となる6連敗を喫し解任された。
その後ヨセフ・ヴェングロシュを解任したジェフ市原から監督就任のオファーが届いたが、家庭の事情により断った。

### 離日後
2003年にエクセター・シティFCのディレクターに就任。2011-12シーズン最終節となるシェフィールド・ユナイテッドFCとの試合観戦中に心臓発作で倒れ、緊急手術を受けた。
その後快復すると、2016年6月にはアルディレスと共に来日しIAIスタジアム日本平に姿を見せている。同月20日には静岡市内で歓迎会が開催され、清水時代の教え子である長谷川健太や澤登正朗、永井秀樹ら約180人が参加した。
2018年1月、15年間ディレクターを務めたエクセター・シティをシーズン限りで退団する意向を示した。
2018年8月10日、ミルトン・キーンズ・ドンズFCのディレクターとして招聘された。

## 人物
既婚であり4人の子供を儲けている。数々のクラブで行動を共にしたオズワルド・アルディレスとは親しい関係である。
労働党を支持している。

## 代表歴

### 試合数
- 国際Aマッチ 1試合（1982年）[22]

| イングランド代表 | 国際Aマッチ | 国際Aマッチ |
| 年               | 出場        | 得点        |
| ---------------- | ----------- | ----------- |
| 1982             | 1           | 0           |
| 通算             | 1           | 0           |

## タイトル
現役時代
トッテナム
- FAカップ : 1980-81, 1981-82
- フットボールリーグリーグカップ : 1970-71, 1972-73
- FAチャリティ・シールド 1981
- UEFAカップ : 1971-72, 1983-84
- アングロ＝イタリアン・リーグカップ（英語版）: 1971

指導者時代
清水エスパルス
- Jリーグ ディビジョン1 : 1999 2ndステージ
- アジアカップウィナーズカップ : 1999-00

個人
- FWA年間最優秀選手賞 : 1982
- Jリーグ最優秀監督賞 : 1999